# Deutscher Erfinderverband
Der Deutsche Erfinderverband e.V. (DEV) mit Sitz in Nürnberg wurde 1929 gegründet und ist
- ein gemeinnütziger Verein für die Urheber technischer, wissenschaftlicher und wirtschaftlicher Schöpfungen
- und eine berufsständische und unabhängige Vereinigung von Erfindern in Deutschland.

Zu seinen Aufgaben gehören insbesondere die Schaffung eines innovationsfreundlichen Klimas und die Unterstützung des Erfindertums. Dazu fördert er die Kreativität und die Innovationsfähigkeit junger Leute, fördert und unterstützt Erfinder beim Schutz und der kommerziellen Verwertung ihrer Erfindungen und beteiligt sich an nationalen und internationalen Messen.
Der DEV veröffentlichte die Studien
- Erfinden und Entwickeln 4.0
- Rechtedurchsetzung bei Patentverletzungen

Zu letzterer Studie steht der DEV im Kontakt mit dem Bundesministerium der Justiz und für Verbraucherschutz: Das Ministerium hatte den DEV in den Kreis der vor Gesetzesänderungen auf diesem Gebiet anzuhörenden Einrichtungen aufgenommen.
Aktuell ist die Stellungnahme des DEV zu Gesetzgebungsverfahren im Rahmen des Patentschutzes gegenüber dem Bundesministerium für Justiz und Verbraucherschutz BMJV. Weitere Stellungnahmen des DEV zum Prozess des Erfindens / zum Schutz der Erfinder sind auf den Seiten des BMVJ zu finden.
Allgemeines
Der DEV ist in 16 geografische Sektionen untergliedert, für seine Mitglieder und für Interessierte gibt er das Magazin Innovations-Forum mit quartalsweiser Erscheinungsform heraus. Er ist Mitglied im Europäischen Erfinderverband / in der Association Européenne des Inventeurs AEI.

## Persönlichkeiten
- Artur Fischer (Ehrenpräsident)